# 南极洲的犯罪
虽然南极洲的犯罪相对罕见，但與世隔絕和無聊会对某些人产生负面影响，并可能导致犯罪。酗酒是南極洲众所周知的问题，曾导致鬥毆和不雅暴露。南极洲发生的其他类型犯罪包括使用非法药物、折磨和杀害野生动物、骑摩托车穿越环境敏感地区、使用致命武器袭击、谋杀未遂和纵火。也有關於性骚扰事件的报道。
在南极洲，抢劫很少见，也不太可能发生，因为进入南极洲的人无法携带很多物品和財務，而且钱也没什么用处。
根据经53个国家於1959年批准的《南极条约》，被指控在南极洲犯罪的人将受到本国的惩罚。

## 适用于在南极洲犯罪的国家法律

### 南非
根据1962 年《南极洲南非公民法》，在南极洲的南非公民须遵守南非法律。根据1996 年《南极条约法》，违反南极条约的行為属于刑事犯罪。根据这两项法案，南极洲被视为属于开普敦地方法院的管辖范围。

### 英国
1994 年《南极法案》将英国各地的法律延伸至南极洲的英国国民。此外，英属南极领土专员可以为该领地制定法律。

### 美国
1984年综合犯罪控制法案（1984年10月12日颁布）涵盖了美国人犯下的罪行或针对美国人犯下的罪行。 任何在美國境外但不在其他國家的美国人仍须遵守某些美国法律。所有犯罪的美国人，以及任何在主权国家之外对美国人犯罪的外国人，都将受到美国联邦法院的起诉。这包括国际水域和南极洲。尽管各国声称对南极洲拥有领土主权，但美国并不承认这些主张。
1984年《综合犯罪控制法案》涵盖的犯罪例子包括谋杀、致残、强奸、纵火、叛国罪和贿赂联邦官员。

## 性骚扰和性侵犯
澳大利亚南极分部在2022年发布了一份外部审查報告，披露了有關性骚扰的指控。在后续的调查公布更多调查结果之前，该部门主管于 2023年辞职。
美国南极计划在收到性骚扰指控后委托进行了一次外部审查。由此产生的《性侵犯/性骚扰预防和应对 (SAHPR) 报告》于2022年发布，强调了性侵犯和骚扰问题、对签约公司的不信任，并提出了变革途径。对此，美国国会科学技术委员会召开会议讨论该报告。2023年，美国国家科学基金会监察长办公室发布了一份题为《美国南极计划相关性侵犯和跟踪问题的执法视角》的报告。

## 南极洲犯罪清单
- 1959年-沃斯托克站是当时是位于伊丽莎白公主地的一個苏联研究站，两位科学家在西洋棋比赛中发生了争斗。[2][14][15]其中一个输掉比赛后，他非常愤怒，用冰镐袭击了另一个人。有消息来源称这是一起谋杀案，但也有消息称这次袭击并不致命。[16]此后，苏联/俄罗斯南极站禁止进行西洋棋比赛。 [14][15]
- 1984 年4月12日-布朗海军上将站(Estación Científica Almirante Brown) 是阿根廷的一个研究站，位于天堂灣附近的考特雷半岛。1984年4月12日，该站的負責人兼医生在奉命留下来过冬後烧毁了站內原有设施。[17]站內人员被英雄号船救起，并送往位于昂韋爾岛的美国研究站帕尔默站。[18]兩站相距约 58 公里。

- 1996年10月9日-在麦克默多站，两名工人在厨房里发生了一场打鬥。[19]一名工人用锤子攻击另一名工人。另一名厨师试图制止打斗，結果也受了伤。两名受害者都需要缝针。美国联邦调查局特工被派往麦克默多站调查并實施逮捕。 [3]嫌疑人被飛機送到夏威夷檀香山，在那里他面临四项使用危险武器袭击罪的指控。[20]他不认罪。 [21]

- 2000年5月11日-2000年5月11日，在位于南极的美国研究站阿蒙森-斯科特南极站，澳大利亚天体物理学家罗德尼·马克思出现发烧、胃痛和恶心的症状。[22]第二天，即5月12日，他去世了[23]当时人们认为马克斯死于自然原因。那時正值冬季，他的尸体六个月內不能运走，所以被放入天文台的冰櫃里。六个月结束后，马克斯的尸体被空运到新西兰基督城进行尸检。尸检结论是他死于甲醇中毒。[22]中毒是如何发生的仍然是个谜。

- 2018年10月9日-2018年10月9日，位於乔治王岛上的俄罗斯研究站别林斯高晋站發生了一起刺伤事件。[24]肇事者是 54 岁的电气工程师谢尔盖·萨维茨基。[25]他向52岁的焊工奥列格-别洛古佐夫的胸部连刺数刀。[26]据一些消息来源称，这次袭击的发生是因为贝洛古佐夫劇透了萨维茨基在站點图书馆借的书的结尾。[27]其他消息来源称，袭击发生在餐厅，当时贝洛佐夫戏弄萨维茨基，告诉他应该在桌子上跳舞才能赚钱。[26]两種說法都認為肇事者萨维茨基在袭击发生时喝醉了。他们在车站一起工作了大约六个月，萨维茨基显然情绪崩溃了。[28]在狹小的密闭空间可能是造成这种情况的主要原因（参见越冬综合症），别洛佐夫和萨维茨基之间的矛盾已经持续了几个月。别洛古佐夫被送往智利的一家医院；[24]萨维茨基向站點館理員自首，11天后被安排乘飞机返回俄罗斯，[25]在那里他被软禁至12月8日或9日。[28]2019年2月8日，萨维茨基出席了圣彼得堡瓦西里斯特罗夫地方法院的預審。[29]萨维茨基懊悔不已，愿意接受刑事处罚而不是改造。别洛古佐夫原谅了萨维茨基，并提议撤销此案。检察官支持别洛古佐夫的提议，并指出萨维茨基很悔恨并且没有犯罪记录。阿纳托利·科文法官决定撤销此案。[29]

## 也可以看看
- 南极洲人口统计
- 南极洲的宗教